# Antonio Discovolo

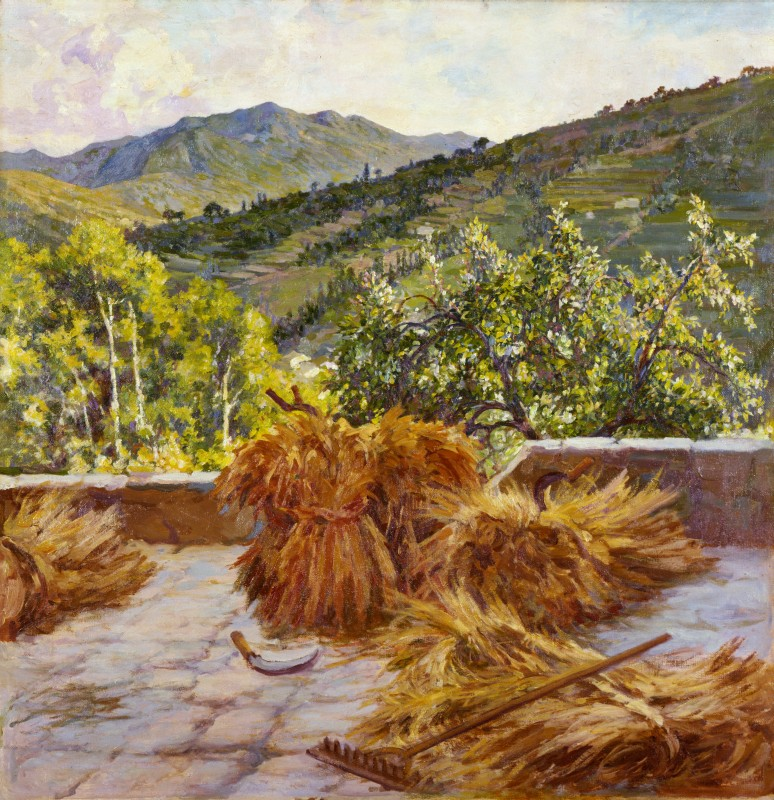
Grano, 1931
Milano, Collezioni d'arte della Fondazione Cariplo

Antonio Discovolo (Bologna, 25 dicembre 1874 – Bonassola, 10 luglio 1956) è stato un pittore italiano.

## Biografia
Bolognese di nascita, Antonio seguì gli studi classici a Pisa e nel 1891 entrò all'Accademia di belle arti di Firenze dove ebbe per maestro Giovanni Fattori.
Terminò i suoi studi a Lucca con Norfini e nel 1898 si stabilì a Roma dove conobbe Nino Costa ed ebbe da lui preziosi consigli.
Dapprima si dedicò allo studio paesaggistico e sebbene seguisse uno stile molto simile a quello impressionista francese, nei suoi studi l'attenzione era maggiore sugli effetti di luce del mare e del cielo.
Proprio Nino Costa nel 1900 lo invitò a partecipare alla mostra In arte libertas: così Discovolo iniziò la sua attività facendosi conoscere con disegni e pitture di paesaggi e marine.
Nel 1902 con il pittore Lori si recò per qualche mese a lavorare a Tellaro nel Golfo della Spezia. Rimasto impressionato dalla bellezza del paesaggio ligure vi tornò l'anno dopo, stabilendosi a Manarola (nelle Cinque Terre), invitatovi dall'amico pittore Llewelyn Lloyd, e qui strinse amicizia con un altro pittore, Henry Markó che a sua volta abitava a Lavagna, poco distante.
Nel 1903 e 1905 le sue opere furono scelte dalla giuria per la Biennale Internazionale d'Arte di Venezia. Poi negli anni successivi, dal 1909 al 1930, vi partecipò come invitato.
I suoi quadri furono esposti in tante altre importanti mostre italiane e straniere (a Roma, Milano, Napoli, Buenos Aires, Torino, Atene ecc).
Nel 1907 decise di lasciare Roma per ritornare a Manarola, dove conobbe Caterina Bordone che divenne sua moglie. Nel 1910 si trasferì definitivamente nella vicina Bonassola con la famiglia.
Lasciò il piccolo borgo nel 1924 per Assisi dove si trattenne per quasi tre anni realizzandovi una sessantina di dipinti.
Si spense nella sua Bonassola il 10 luglio del 1956.

## Opere
Le opere di Discovolo si trovano, oltre che in collezioni private italiane e straniere, nelle gallerie d'arte moderna di Roma, Firenze, Torino, Venezia, Milano e Genova.
Tra quelle rimaste nel comune di Bonassola, due sono state donate dalla famiglia: La Croce, collocata nella Chiesa di Santa Caterina e Primavera, esposta nel Palazzo comunale del borgo.